# چک برگشتی (مجموعه تلویزیونی)
چک برگشتی مجموعه تلویزیونی به کارگردانی سیروس مقدم و تهیه‌کنندگی الهام غفوری است این مجموعه بر پایهٔ فیلم‌نامه‌ای از محسن تنابنده می‌باشد که در زمستان ۱۳۹۰ ساخته شد و در نوروز ۹۱ از شبکه یک سیما پخش شد.

## داستان
داستان سریال دربارهٔ یک دوره انتخابات مجلس است. دکتر مشرفی (هدایت هاشمی) یکی از کاندیدهای مجلس است. مشاور او لطیف (امیر جعفری) باید هر ماه بابت مهریه همسر سابق خود رؤیا (بهارهٔ رهنما) دو سکه به او بدهد. همین دو سکه باعث دردسر او و مشرفی می‌شود.
لطیف شغل شریف شرخری را دارد و مشکلات لطیف و کریم مشرفی حوادثی به همراه دارد و مجموعه طنزی را خلق می‌کند.

## بازیگران
- امیر جعفری در نقش لطیف
- هدایت هاشمی در نقش دکتر کریم مشرفی
- ریما رامین‌فر در نقش اعظم
- هومن برق‌نورد در نقش احمد
- بهاره رهنما در نقش رویا